# Izuchuckwu Anthony
Izuchuckwu Jude Anthony (Abia, 3 novembre 1997) è un calciatore nigeriano, difensore svincolato.

## Caratteristiche tecniche
È un difensore centrale.

## Carriera

### Club
Cresciuto nella GBS Academy, nel 2016 è approdato in Europa firmando con i norvegesi dell'Haugesund, con cui ha fatto il proprio debutto fra i professionisti in occasione dell'incontro di Eliteserien vinto 1-0 contro il Sarpsborg. Nel 2018 è stato ceduto in prestito per una stagione al Jerv e l'anno seguente a titolo definitivo al Nest-Sotra. Il 10 gennaio 2020 si è trasferito agli slovacchi dello Spartak Trnava.

### Nazionale
Ha giocato nella nazionale nigeriana Under-23.
Nel giugno del 2021 viene convocato per la prima volta in nazionale maggiore.

## Statistiche
Statistiche aggiornate al 21 novembre 2020.

### Presenze e reti nei club
| Stagione        | Squadra         | Campionato      | Campionato | Campionato | Coppe nazionali | Coppe nazionali | Coppe nazionali | Coppe continentali | Coppe continentali | Coppe continentali | Altre coppe | Altre coppe | Altre coppe | Totale | Totale | Totale |
| Stagione        | Squadra         | Comp            | Pres       | Reti       | Comp            | Pres            | Reti            | Comp               | Pres               | Reti               | Comp        | Pres        | Reti        | Pres   | Reti   |        |
| --------------- | --------------- | --------------- | ---------- | ---------- | --------------- | --------------- | --------------- | ------------------ | ------------------ | ------------------ | ----------- | ----------- | ----------- | ------ | ------ | ------ |
| 2016            | Haugesund       | ES              | 14         | 0          | CN              | 2               | 0               |                    | -                  | -                  |             | -           | -           | 15     | 0      |        |
| 2017            | Haugesund       | ES              | 1          | 0          | CN              | 0               | 0               | UEL                | 0                  | 0                  |             | -           | -           | 1      | 0      |        |
| gen.-apr. 2018  | Haugesund       | ES              | 0          | 0          | CN              | 0               | 0               |                    | -                  | -                  |             | -           | -           | 1      | 0      |        |
| apr.-lug. 2018  | Jerv            | 1D              | 6          | 1          | CN              | 0               | 0               |                    | -                  | -                  |             | -           | -           | 6      | 1      |        |
| lug.-dic. 2018  | Haugesund       | ES              | 0          | 0          | CN              | 0               | 0               |                    | -                  | -                  |             | -           | -           | 0      | 0      |        |
| 2019            | Nest-Sotra      | 1D              | 26         | 1          | CN              | 1               | 0               |                    | -                  | -                  |             | -           | -           | 27     | 1      |        |
| gen.-giu. 2020  | Spartak Trnava  | SL              | 11         | 0          | CS              | 0               | 0               |                    | -                  | -                  |             | -           | -           | 11     | 0      |        |
| 2020-2021       | Spartak Trnava  | SL              | 14         | 0          | CS              | 0               | 0               |                    | -                  | -                  |             | -           | -           | 14     | 0      |        |
| Totale carriera | Totale carriera | Totale carriera | 72         | 2          |                 | 2               | 0               |                    | 0                  | 0                  |             | -           | -           | 74     | 2      |        |